# Jessica Moore
Jessica Moore (Perth, 16 augustus 1990) is een tennisspeelster uit Australië. Zij begon op achtjarige leeftijd met tennis, en wordt gecoacht door Rohan Fisher en Milo Bradley. Haar favoriete ondergrond is hardcourt. Zij speelt rechtshandig en heeft een tweehandige backhand.
In 2008 en 2009 maakte Moore deel uit van het Australische Fed Cup-team – zij behaalde daar een winst/verlies-balans van 1–2.
In 2016 won Moore haar eerste WTA-titel, op het dubbelspeltoernooi van Boekarest, samen met de Thaise Varatchaya Wongteanchai.

## Posities op deWTA-ranglijst
Positie per einde seizoen:
| jaartal | ranking enkelspel | ranking dubbelspel |
| ------- | ----------------- | ------------------ |
| 2006    | 985               | –                  |
| 2007    | 372               | 408                |
| 2008    | 140               | 304                |
| 2009    | 244               | 343                |
| 2010    | 250               | 199                |
| 2011    | 412               | 117                |
| 2012    | 414               | 332                |
| 2013    | 470               | 284                |
| 2014    | 409               | 234                |
| 2015    | 292               | 139                |

## Palmares
| Legenda                 |
| ----------------------- |
| Grandslamtoernooi       |
| Olympische Spelen       |
| Year-End Championships  |
| Premier Mandatory       |
| Premier Five / WTA 1000 |
| Premier / WTA 500       |
| International / WTA 250 |
| Challenger / WTA 125    |

### WTA-finaleplaatsen enkelspel
geen

### WTA-finaleplaatsen vrouwendubbelspel
| nr.              | finaledatum | toernooi         | ondergrond | partner                 | tegenstandsters                   | score            |         |
| ---------------- | ----------- | ---------------- | ---------- | ----------------------- | --------------------------------- | ---------------- | ------- |
| gewonnen finales |             |                  |            |                         |                                   |                  |         |
| 1.               | 2016-07-17  | WTA Boekarest    | gravel     | Varatchaya Wongteanchai | Alexandra Cadanțu Katarzyna Piter | 6-3, 7-6         | details |
| 2.               | 2018-09-22  | WTA Guangzhou    | hardcourt  | Monique Adamczak        | Danka Kovinić Vera Lapko          | 4-6, 7-5, [10-4] | details |
| verloren finales |             |                  |            |                         |                                   |                  |         |
| 1.               | 2011-03-06  | WTA Kuala Lumpur | hardcourt  | Noppawan Lertcheewakarn | Dinara Safina Galina Voskobojeva  | 5-7, 6-2, [5-10] | details |
| 2.               | 2018-10-14  | WTA Tianjin      | hardcourt  | Monique Adamczak        | Nicole Melichar Květa Peschke     | 4-6, 2-6         | details |
| 3.               | 2019-04-07  | WTA Monterrey    | hardcourt  | Monique Adamczak        | Asia Muhammad Maria Sanchez       | 6-7, 4-6         | details |

## Prestatietabel grandslamtoernooien
| Legenda | Legenda                          |
| ------- | -------------------------------- |
| g.t.    | geen toernooi gehouden           |
| l.c.    | lagere categorie                 |
| –       | niet deelgenomen                 |
| G       | uitgeschakeld in de groepsfase   |
| 1R      | uitgeschakeld in de eerste ronde |
| 2R      | uitgeschakeld in de tweede ronde |
| 3R      | uitgeschakeld in de derde ronde  |
| 4R      | uitgeschakeld in de vierde ronde |
| KF      | uitgeschakeld in de kwartfinale  |
| HF      | uitgeschakeld in de halve finale |
| F       | de finale verloren               |
| W       | het toernooi gewonnen            |
| w-v     | winst/verlies-balans             |

### Enkelspel
| Toernooi        | 2007 | 2008 | 2009 | w-v |
| --------------- | ---- | ---- | ---- | --- |
| Australian Open | 1R   | 2R   | 2R   | 2-3 |
| Roland Garros   | –    | –    | –    | 0-0 |
| Wimbledon       | –    | –    | –    | 0-0 |
| US Open         | 1R   | 2R   | –    | 1-2 |

### Vrouwendubbelspel
| Toernooi        | 2006 | 2007 | 2008 | 2009 | 2010 | 2011 |    | 2013 | 2014 | 2015 | 2016 |
| --------------- | ---- | ---- | ---- | ---- | ---- | ---- | -- | ---- | ---- | ---- | ---- |
| Australian Open | 1R   | 1R   | 1R   | 1R   | 1R   | 1R   | 1R | 1R   | 1R   | 2R   |      |
| Roland Garros   | –    | –    | –    | –    | –    | –    | –  | –    | –    | –    |      |
| Wimbledon       | –    | –    | –    | –    | –    | 1R   | –  | –    | –    | –    |      |
| US Open         | –    | –    | –    | –    | –    | –    | –  | –    | –    |      |      |